# Comme Cendrillon 5 : Un conte de Noël
Série Comme Cendrillon
Trouver chaussure à son pied
(2016) Graine de star
(2021)
Pour plus de détails, voir Fiche technique et Distribution.
Comme Cendrillon 5 : Un conte de Noël, ou Une aventure de Cendrillon : Un souhait de Noël au Québec (A Cinderella Story: Christmas Wish), est un film de Noël américain réalisé par Michelle Johnston. Le film est sorti directement sur Internet le 15 octobre 2019, puis en DVD.
Il s'agit du cinquième volet de la série de films Comme Cendrillon. Il est précédé par Comme Cendrillon, sorti en 2004 ; par Comme Cendrillon 2, sorti en 2008, par Comme Cendrillon : Il était une chanson, sorti en 2011 et par Comme Cendrillon : Trouver chaussure à son pied, sorti en 2016, et est suivi par Comme Cendrillon 6 : Graine de Star sorti en 2021.

## Synopsis
Kat Decker aurait bien besoin d’un miracle de Noël ! L’aspirante chanteuse compositrice a de grands rêves… et des problèmes bien plus grands encore. Sa belle-mère vaniteuse la force à être une chanteuse déguisée en elfe pour le milliardaire Terrence. Toutefois, ce job a un point positif : Nick, le charmant Père Noël. À l’approche du gala de Noël de Wintergarden, la belle-mère et les demi-sœurs de Kat sont déterminées à l’empêcher de s’y rendre. Est-ce que son chien fidèle, sa meilleure amie et la magie des fêtes de fin d’année seront suffisants pour arranger les choses ?

## Fiche technique
- Titre original : A Cinderella Story: Christmas Wish
- Titre français : Comme Cendrillon 5 : un conte de Noël
- Réalisation : Michelle Johnston
- Scénario : Michelle Johnston
- Montage : Matt Friedman
- Musique : Jake Monaco
- Production : Dylan Sellers et Michelle Johnston
- Producteurs exécutifs : Michelle Johnston
- Sociétés de production : Blue Ribbon Content et Front Street Pictures Inc.[4]
- Société de distribution :
  -  États-Unis : Warner Bros. Home Entertainment
- Pays d'origine : États-Unis
- Langue : Anglais
- Genre : Comédie romantique, fantastique et film musical
- Durée : 86 minutes
- Dates de sortie :
  - États-Unis : 15 octobre 2019
  - France : 14 novembre 2019

## Distribution
- Laura Marano (VF : Adeline Chetail) : Kat Decker
- Gregg Sulkin (VF : Adrien Solis) : Dominic Wintergarden
- Isabella Gomez (VF : Christèle Billault) : Isla
- Barclay Hope (VF : Bernard Demory) : Terence Wintergarden
- Maddie Phillips (VF : Leslie Lipkins) : Skyler
- Johannah Newmarch (VF : Brigitte Virtudes) : Deidre Decker
- Lillian Doucet-Roche (VF : Céline Rotard Prineau) : Joy Decker
- Chancelle Peloso (VF : Coralie Coscas) : Grace Decker
- Grafields Wilson : Mr. Mujiza

## Production
Le tournage a débuté en mars 2019 à Vancouver, au Canada,,.

## Bande originale

### Original Motion Picture Soundtrack
Liste des titres
1. The Best Christmas - Laura Marano
2. Toys, Toys, Toys - Laura Marano et Isabella Gomez
3. Everybody Loves Christmas - Laura Marano
4. Santa Brought Me You - Laura Marano et Kris P
5. Dance of the Christmas Elves - The Match Club et Ryan Franks
6. Everybody Loves Christmas - Laura Marano